# Askulf Mac Torkil
Askulf Mac Torkil ou
 Astell Thorkellsson/Hasculf Thorgillsson  en vieux norrois ou  Asgall mac Ragnaill Mac Torcaill  en gaélique (mort le 16 mai 1171) est le dernier roi scandinave   qui règne sur Dublin entre 1160 et 1162 (?) et 1166 et 1170.

## Biographie
Asgall mac Ragnaill est le fils aîné du roi de Dublin :  Ragnall mac Torcaill (vieux norrois Ragnvaldr Thorkellsson). Il succède  son oncle Brodar mac Torcaill (vieux norrois Brodr Thorkellsson)  tué en 1160 par Maol Cron mac Giolla Sechnaill (mort en 1171) roi de Sud-Brega . Entre 1162 et 1166 il doit faire face à Diarmaid mac Murchada qui occupe temporairement la ville. 
À partir de l'année 1169/1170, dans le contexte de la reconquête du royaume du Leinster par Diarmait Mac Murrough, il subit l'invasion Anglo-cambro-normande dirigée par Richard Strongbow, de la grande famille De Clare, issue des ducs de Normandie, et de ses lieutenants Raymond FitzWilliam, dit « le Gros », et Milo de Cogan.
Dublin est assiégée dès juillet 1170. Le 21 septembre 1170 la ville est prise par surprise pendant des négociations. Askulf Mac Torkil doit fuir en bateau.
L'année suivante, son armée composée d'Irlandais et de Scandinaves subit une lourde défaite face aux forces de « Strongbow » , composées notamment d'archers gallois lorsqu'il tente de reconquérir son royaume avec l'aide d'un viking des Orcades nommé par les annalistes irlandais « Eoan Mear »  (Jean le Fou).Ils sont tués tous les deux le 16 mai 1171 dans cette défaite.

## Sources
- (en) Clare Downham Living on the edge: Scandinavian Dublin in the Twelfth Century, in West over Sea, Studies in Scandinavian Sea-Borne Expansion and Settlement Before 1300 a "Festschrift in honour of Dr Barbara E. Crawford", eds. Beverley Ballin Smith, Simon Taylor and Gareth Williams, Leiden and Boston, 2007   (ISBN 978-90-04-15893-1), p.  33–51 & Table p. 43